# Cup Tie Competition 1903
La Cup Tie Competition 1903 (también llamada Copa Competencia "Chevallier Boutell" 1903) fue la cuarta edición de esta competición oficial y de carácter internacional, organizada por la Argentine Football Association.
La Copa que estaba en juego fue donada por el presidente de la Argentine Football Association, Francis Chevallier Boutell, y por eso llevó su nombre. La final del torneo se disputó en la Buenos Aires, mientras que las semifinales se llevaron a cabo en Montevideo y Rosario.
Nueve fueron los participantes de esta edición, al igual la Copa anterior, el nuevo integrante fue Rosario Central. Estudiantes iba a participar, pero desistió finalmente.

## Equipos participantes

### Argentine Football Association
| Alumni | Barracas | Belgrano | Lomas | Quilmes |

### Rosario
| Rosario | Rosario Central |

### The Uruguay Association Football League
| Nacional | Central Uruguay Railway |

## Fase inicial

### Sección uruguaya
Esta fase la disputaron 2 equipos de The Uruguay Association Football League. Se  enfrentaron a partido único y clasificó el ganador.

#### Primera eliminatoria
| Fecha      | Equipo 1                | Resultado | Equipo 2             |
| ---------- | ----------------------- | --------- | -------------------- |
| 3 de julio | Central Uruguay Railway | 2 - 0     | Montevideo Wanderers |

#### Segunda eliminatoria
| Fecha       | Equipo 1 | Resultado | Equipo 2                |
| ----------- | -------- | --------- | ----------------------- |
| 12 de julio | Nacional | 2 - 0     | Central Uruguay Railway |

### Sección argentina
Esta fase la disputaron 5 equipos de la Argentine Football Association, de los cuales 2 debieron disputar una instancia previa; y 2 equipos invitados de Rosario. Se enfrentaron a partido único y clasificaron los 3 ganadores.

#### Primera eliminatoria
| Fecha       | Equipo 1 | Resultado | Equipo 2 |
| ----------- | -------- | --------- | -------- |
| 19 de junio | Barracas | 0 - 1     | Quilmes  |

#### Segunda eliminatoria
| Fecha       | Equipo 1 | Resultado | Equipo 2        |
| ----------- | -------- | --------- | --------------- |
| 21 de junio | Alumni   | 6 - 1     | Belgrano        |
| 9 de julio  | Quilmes  | 0 - 0     | Lomas           |
| 26 de julio | Rosario  | 5 - 0     | Rosario Central |

Desempate
| Fecha       | Equipo 1 | Resultado | Equipo 2 |
| ----------- | -------- | --------- | -------- |
| 26 de julio | Quilmes  | 1 - 0     | Lomas    |

## Fase final

### Cuadro de desarrollo
|  | Semifinales | Semifinales | Semifinales |         |        | Final  | Final | Final |  |
|  |             |             |             |         |        |        |       |       |  |
|  |             |             |             |         |        |        |       |       |  |
|  | U           | Nacional    | 0           |         |        |        |       |       |  |
|  | U           | Nacional    | 0           |         |        |        |       |       |  |
|  | A           | Alumni      | 1           |         |        |        |       |       |  |
|  | A           | Alumni      | 1           |         | Alumni | Alumni | 3     |       |  |
|  |             |             |             |         | Alumni | Alumni | 3     |       |  |
|  |             |             | Rosario     | Rosario | 2      |        |       |       |  |
|  | R           | Rosario     | Rosario     | Rosario | 2      | 2      |       |       |  |
|  | R           | Rosario     |             |         |        | 2      |       |       |  |
|  | A           | Quilmes     | 0           |         |        |        |       |       |  |
|  | A           | Quilmes     | 0           |         |        |        |       |       |  |
|  |             |             |             |         |        |        |       |       |  |

### Semifinales
Esta fase la disputaron los 4 ganadores de la Fase inicial. Se enfrentaron a partido único y clasificaron los 2 ganadores.
| Fecha       | Equipo 1 | Resultado | Equipo 2 |
| ----------- | -------- | --------- | -------- |
| 2 de agosto | Nacional | 0 - 1     | Alumni   |
| 2 de agosto | Rosario  | 2 - 0     | Quilmes  |

### Final
La disputaron los 2 ganadores de las Semifinales. Se enfrentaron el 16 de agosto a partido único, y se consagró campeón el Alumni Athletic Club.
| - | Guardameta     | J. Mac Kechnie     |  |
| - | Defensa        | Carlos Brown       |  |
| - | Defensa        | Walter Buchanan    |  |
| - | Centrocampista | Andrés Mack        |  |
| - | Centrocampista | Carlos Buchanan    |  |
| - | Centrocampista | Ernesto Brown      |  |
| - | Delantero      | Patricio Dillon    |  |
| - | Delantero      | Juan José Moore    |  |
| - | Delantero      | Jorge Gibson Brown |  |
| - | Delantero      | Spencer Leonard    |  |
| - | Delantero      | Eugenio Moore      |  |

| - | Guardameta     | F. Boardman     |  |
| - | Defensa        | Ricardo Le Bas  |  |
| - | Defensa        | Jorge Middleton |  |
| - | Centrocampista | Freddy Warner   |  |
| - | Centrocampista | Eduardo Jewell  |  |
| - | Centrocampista | C. Parr         |  |
| - | Delantero      | Alfredo Le Bas  |  |
| - | Delantero      | A. E. Wells     |  |
| - | Delantero      | J. Parr         |  |
| - | Delantero      | J. Topping      |  |
| - | Delantero      | Alberto Le Bas  |  |

| 16' · 85' · 91' | Juan José Moore Jorge Gibson Brown Eugenio Moore | 1:1 2:2 3:2 |

| 12' · 46' | Jorge Middleton C. Parr | 0:1 1:2 |

| - | Guardameta     | J. Mac Kechnie     |  |
| - | Defensa        | Carlos Brown       |  |
| - | Defensa        | Walter Buchanan    |  |
| - | Centrocampista | Andrés Mack        |  |
| - | Centrocampista | Carlos Buchanan    |  |
| - | Centrocampista | Ernesto Brown      |  |
| - | Delantero      | Patricio Dillon    |  |
| - | Delantero      | Juan José Moore    |  |
| - | Delantero      | Jorge Gibson Brown |  |
| - | Delantero      | Spencer Leonard    |  |
| - | Delantero      | Eugenio Moore      |  |

| - | Guardameta     | F. Boardman     |  |
| - | Defensa        | Ricardo Le Bas  |  |
| - | Defensa        | Jorge Middleton |  |
| - | Centrocampista | Freddy Warner   |  |
| - | Centrocampista | Eduardo Jewell  |  |
| - | Centrocampista | C. Parr         |  |
| - | Delantero      | Alfredo Le Bas  |  |
| - | Delantero      | A. E. Wells     |  |
| - | Delantero      | J. Parr         |  |
| - | Delantero      | J. Topping      |  |
| - | Delantero      | Alberto Le Bas  |  |

| 16' · 85' · 91' | Juan José Moore Jorge Gibson Brown Eugenio Moore | 1:1 2:2 3:2 |

| 12' · 46' | Jorge Middleton C. Parr | 0:1 1:2 |

| - | Guardameta     | J. Mac Kechnie     |  |
| - | Defensa        | Carlos Brown       |  |
| - | Defensa        | Walter Buchanan    |  |
| - | Centrocampista | Andrés Mack        |  |
| - | Centrocampista | Carlos Buchanan    |  |
| - | Centrocampista | Ernesto Brown      |  |
| - | Delantero      | Patricio Dillon    |  |
| - | Delantero      | Juan José Moore    |  |
| - | Delantero      | Jorge Gibson Brown |  |
| - | Delantero      | Spencer Leonard    |  |
| - | Delantero      | Eugenio Moore      |  |

| - | Guardameta     | F. Boardman     |  |
| - | Defensa        | Ricardo Le Bas  |  |
| - | Defensa        | Jorge Middleton |  |
| - | Centrocampista | Freddy Warner   |  |
| - | Centrocampista | Eduardo Jewell  |  |
| - | Centrocampista | C. Parr         |  |
| - | Delantero      | Alfredo Le Bas  |  |
| - | Delantero      | A. E. Wells     |  |
| - | Delantero      | J. Parr         |  |
| - | Delantero      | J. Topping      |  |
| - | Delantero      | Alberto Le Bas  |  |

| 16' · 85' · 91' | Juan José Moore Jorge Gibson Brown Eugenio Moore | 1:1 2:2 3:2 |

| 12' · 46' | Jorge Middleton C. Parr | 0:1 1:2 |

| - | Guardameta     | J. Mac Kechnie     |  |
| - | Defensa        | Carlos Brown       |  |
| - | Defensa        | Walter Buchanan    |  |
| - | Centrocampista | Andrés Mack        |  |
| - | Centrocampista | Carlos Buchanan    |  |
| - | Centrocampista | Ernesto Brown      |  |
| - | Delantero      | Patricio Dillon    |  |
| - | Delantero      | Juan José Moore    |  |
| - | Delantero      | Jorge Gibson Brown |  |
| - | Delantero      | Spencer Leonard    |  |
| - | Delantero      | Eugenio Moore      |  |

| - | Guardameta     | F. Boardman     |  |
| - | Defensa        | Ricardo Le Bas  |  |
| - | Defensa        | Jorge Middleton |  |
| - | Centrocampista | Freddy Warner   |  |
| - | Centrocampista | Eduardo Jewell  |  |
| - | Centrocampista | C. Parr         |  |
| - | Delantero      | Alfredo Le Bas  |  |
| - | Delantero      | A. E. Wells     |  |
| - | Delantero      | J. Parr         |  |
| - | Delantero      | J. Topping      |  |
| - | Delantero      | Alberto Le Bas  |  |

| 16' · 85' · 91' | Juan José Moore Jorge Gibson Brown Eugenio Moore | 1:1 2:2 3:2 |

| 12' · 46' | Jorge Middleton C. Parr | 0:1 1:2 |

| Campeón Alumni 2° título |

## Goleadores
| Jugador            | Equipo           | Goles |
| ------------------ | ---------------- | ----- |
| Jorge Gibson Brown | Alumni           | 6     |
| H. Middleton       | Rosario Athletic | 3     |
| J. G. Parr         | Rosario Athletic | 3     |